# Cercapersone

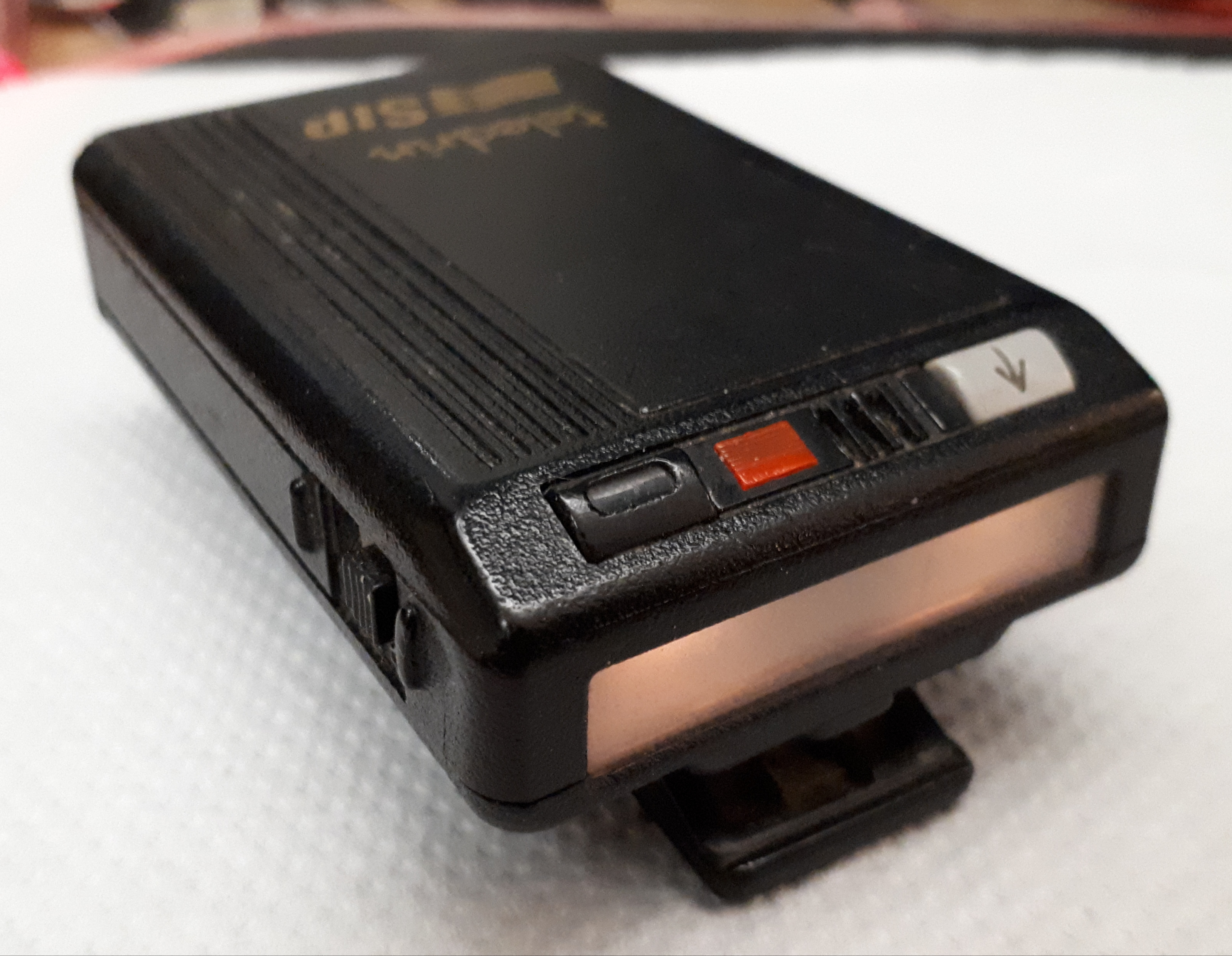
Teledrin SIP "Messager 2" (Motorola Bravo Numeric)

Il cercapersone (o radioavviso personale) è un apparecchio elettronico per la trasmissione di brevi messaggi; utilizzato soprattutto negli anni ottanta e novanta, è caduto in disuso con l'avvento dei telefoni cellulari.
Tale apparecchio è il terminale mobile di un sistema wireless che sostiene un servizio di notifica (il termine inglese per indicare il cercapersone è "pager" o "beeper").
Il dispositivo è molto semplice e permette la ricezione di brevi messaggi; un cercapersone unidirezionale (trasmissione simplex) può solo ricevere pochi bit, solitamente il numero del chiamante. Esistono anche cercapersone bidirezionali che permettevano di trasmettere e ricevere email, dati e SMS.
In Italia il cercapersone fu commercializzato anche col nome commerciale di Teledrin, termine poi diventato, per antonomasia, sinonimo stesso di "cercapersone".
Il cercapersona ha una copertura molto più ampia rispetto ad un comune cellulare, in quanto usa delle frequenze più basse in grado di attraversare facilmente gli edifici.

## Storia e funzionamento
Il primo cercapersone fu introdotto nel 1950 a New York, ed era sfruttato da una rete di medici che pagavano 12 $ (circa 100 $ al giorno d'oggi) mensili per il servizio. Il raggio di copertura delle stazioni radio base era pari a 40 km.
L'apparecchio, delle dimensioni di un pacchetto di sigarette, permetteva di ricevere una notifica sonora nel caso in cui non si avesse risposto a una chiamata ricevuta su un numero di rete fissa; la notifica era accompagnata da un breve messaggio sul display con le indicazioni del chiamante. L'utilizzatore del cercapersone poteva quindi mettersi in contatto al più presto con chi stava cercando di telefonargli altrove, utilizzando un telefono fisso o una cabina telefonica.
In Italia il servizio di cercapersone fu denominato Teledrin, e, dopo la sua attivazione all'inizio degli anni 1980, il suo uso continuò anche dopo la nascita della rete TACS, la stessa utilizzata dai primi telefoni cellulari, nel 1990, con la quale condivise una porzione di frequenze per la versione alfanumerica dell'omonimo servizio, e la riconversione dei vecchi ponti radio del sistema RTMI per le versioni solo tono e numeriche.

## Nel mondo

### Italia

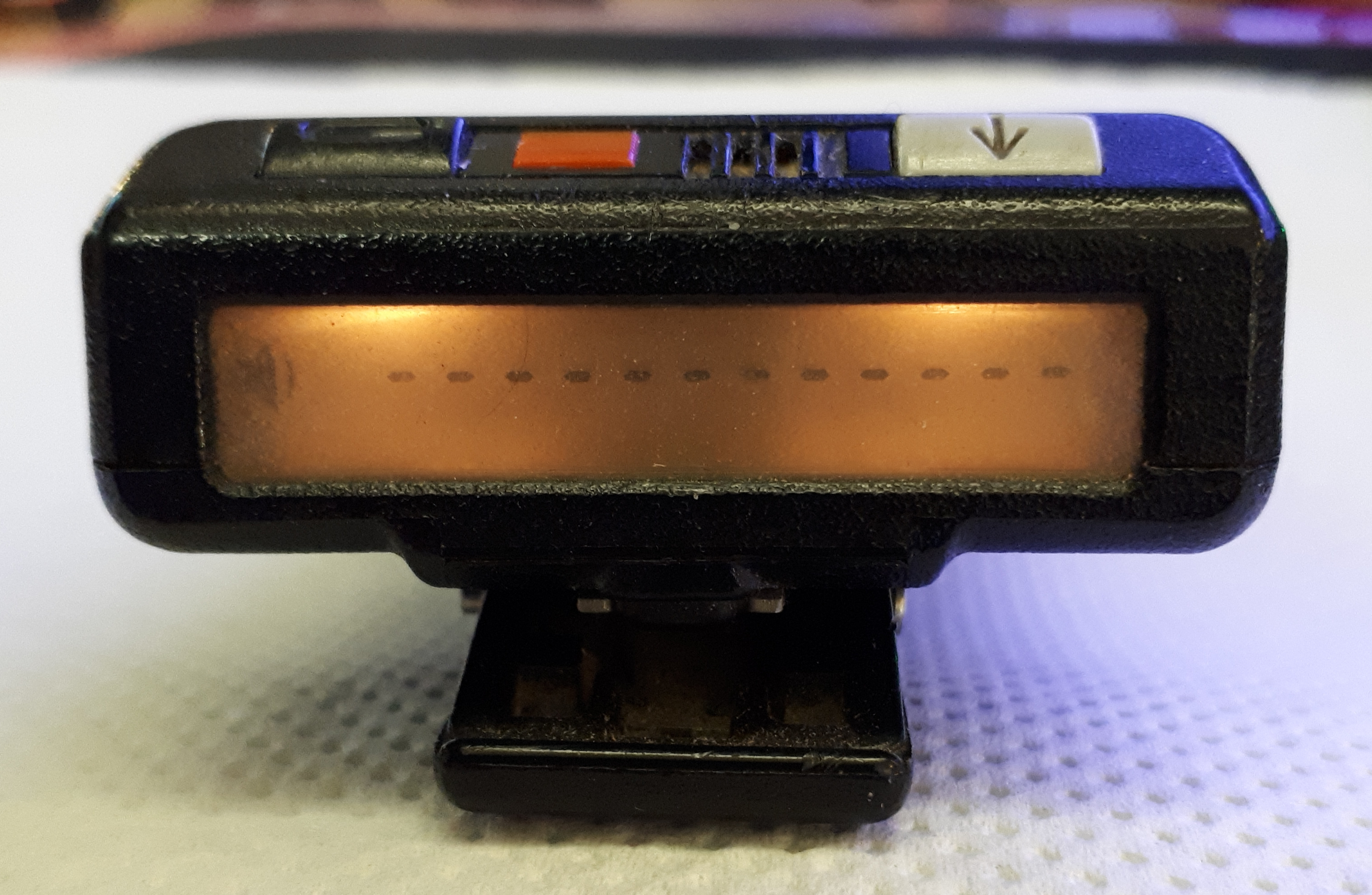
Display
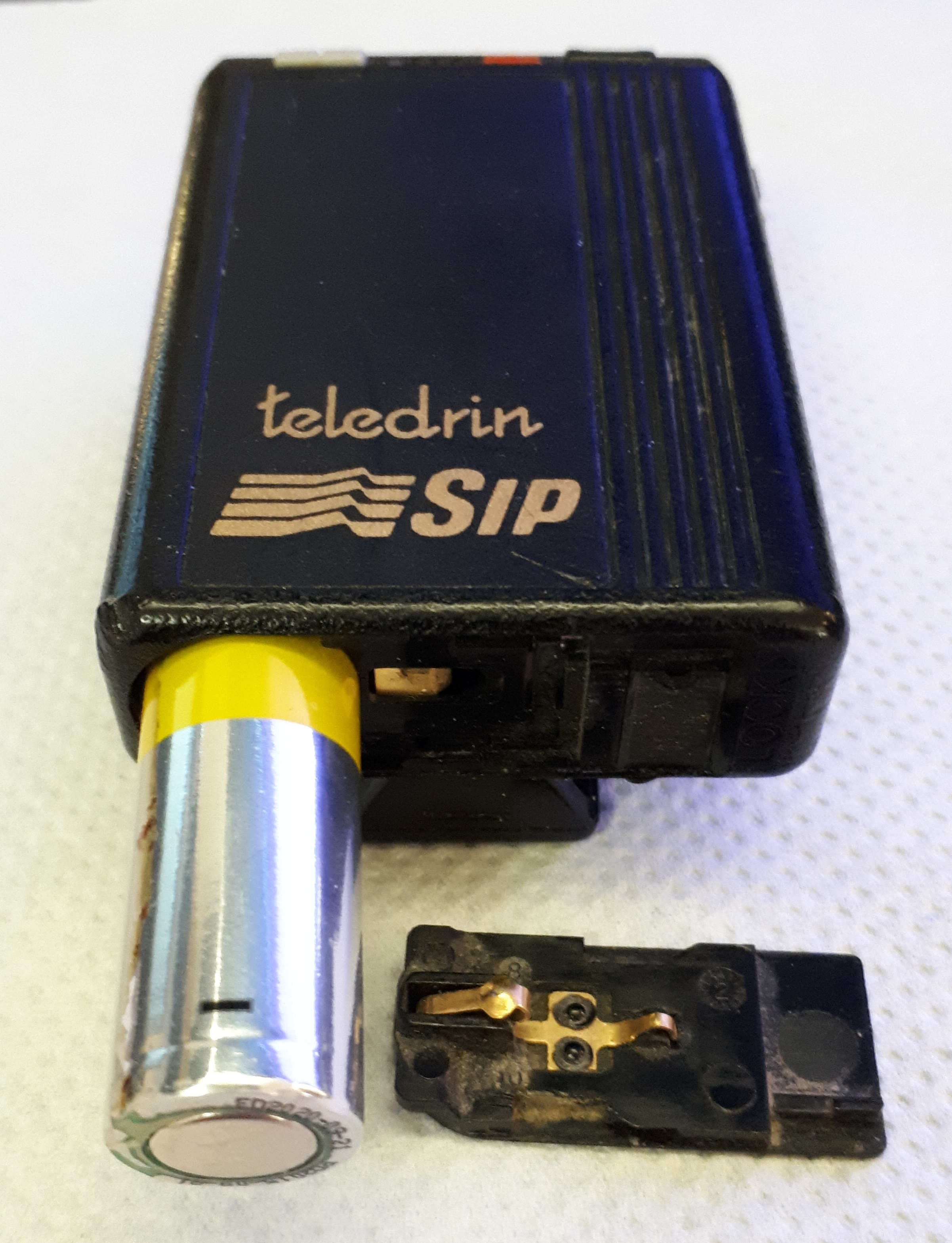
Vano batteria

Il servizio in Italia veniva gestito dall'allora azienda monopolista delle telecomunicazioni italiane, la SIP, e successivamente, dal 1994 fino al 31 dicembre 2005, da Telecom Italia. I cercapersone di tipologia solo tono e/o numerica funzionavano su una rete FSK a 161,175 MHz, facendo uso del protocollo POCSAG, mentre i cercapersone di tipologia alfanumerica (capaci di visualizzare dei brevi messaggi di testo, antesignani degli odierni SMS) funzionavano a 466,075 MHz, condividendo in parte le frequenze a 450 MHz con il sistema RTMS, esteso più tardi a 890/900 MHz, in maniera simile alle frequenze del concorrente ETACS, sempre facendo ricorso al protocollo POCSAG. I ponti radio erano dislocati in postazioni ad altezza elevata, con un array di antenne disposte con angolature di circa 120 gradi, in modo da avere una trasmissione di tipo omnidirezionale, per garantire una migliore copertura. Tipicamente il raggio nel quale era possibile essere reperiti con questo sistema era di circa 30-35 km.
Sovente, le frequenze dei cercapersone in versione "solo tono" e/o "numerico" causavano, in fase di trasmissione, delle interferenze sui vecchi canali televisivi analogici in banda III VHF, all'epoca utilizzati prevalentemente dalla Rai per trasmettere, qualora si trovassero delle antenne televisive nelle vicinanze dei cercapersone, orientate verso la postazione di riferimento da cui la trasmissione TV veniva ricevuta, così come per le frequenze a 450 MHz usate ai tempi dalla variante alfanumerica del servizio, nonché dal sistema RTMS. Non era raro che durante una qualunque trasmissione delle frequenze impiegate da Rai Uno in banda VHF e di alcune TV private in UHF, si udisse sovrapposto all'audio del programma, la modulazione digitale dell'onda portante destinata al servizio, in quanto essendo essa stessa un dato digitale, veniva trasmesso in modalità analogica (grossomodo ciò che avveniva con la periferica a nastro Datassette, utilizzata dagli home computer Commodore, che modulava i dati digitali sotto forma di audio analogico).
Quando si desiderava mettersi in contatto con un utente Teledrin (ad esempio a seguito del tentativo di contattare qualcuno su telefono fisso senza ottenere risposta in quanto la persona cercata era assente), si doveva comporre da un telefono a tastiera il numero 168. Una voce guida pronunciava il messaggio: "Servizio Teledrin. Digitare le cifre". L'annuncio vocale veniva seguito da un segnale acustico, a seguito del quale si digitava il numero dell'utente Teledrin da contattare, composto da sei cifre (es.: 123456), seguito da varie informazioni (corrispondenti a determinati numeri da digitare) richieste per specificare la tipologia di avviso (tono, numerico o alfanumerico). Per contattare coloro che possedevano la versione alfanumerica la procedura era particolarmente lunga, in quanto per poter inviare un messaggio a tali versioni di Teledrin si dovevano premere varie volte diversi tasti per comporre il testo del messaggio, che non poteva superare gli 80 caratteri totali.

#### Modelli di cercapersone commercializzati in Italia
In Italia la commercializzazione dei dispositivi cercapersone (o radioavviso personale) era curata da SIP. Erano disponibili vari modelli. In particolare, alla fine degli anni settanta era disponibile il Motorola Pageboy, in versione solo tono. Più avanti, vennero commercializzate le versioni numeriche e alfanumeriche di Teledrin, dotate sempre di elettronica Motorola. In particolare si ricordano questi modelli, tra i più diffusi in Italia e utilizzati fino al 31 dicembre 2005, data in cui il servizio fu disattivato:
| Modello SIP | Modello Originale Motorola                   | Tipo Cercapersone               | Note |
| ----------- | -------------------------------------------- | ------------------------------- | --- |
| Pageboy     | Pageboy                                      | Solo Tono                       | Il primo cercapersone comparso in Italia a marchio SIP, con logo Teledrin in stampatello minuscolo e una grafica differente. |
| Bravo       | Motorola Bravo Tone                          | Solo Tono                       | Versione solo tono del Teledrin Messager 2 |
| Sensar      | Sensar                                       | Numerico                        | Cercapersone con display numerico in design penna da tasca. |
| Messager 2  | Motorola Bravo Numeric                       | Numerico                        | Uno dei cercapersone SIP più diffuso in Italia. Disponibile negli anni novanta anche con scocca trasparente, giallo fluo trasparente, marrone e bianco. |
|             | Motorola Bravo Plus                          | Numerico                        | Versione di Teledrin similare al Messager 2, dotato di orologio digitale. |
|             | Motorola Bravo Alpha                         | Alfanumerico a 16 caratteri     | Una variante del cercapersone Teledrin Messager 2, dotato di display alfanumerico da circa 16 caratteri su unica riga. Probabilmente poco diffuso in Italia, anche se disponibile in catalogo. |
| Messager    | Motorola BPR2000                             | Numerico                        | Uno dei cercapersone SIP più diffuso in Italia, insieme al Teledrin Messager 2. |
| Watch Drin  | Motorola WatchPager, WristPager o WristWatch | Numerico                        | Versione di Teledrin indossabile. Precursore del successivo modello, proposto più tardi dall'azienda svizzera Swatch. |
|             | Swatch THE BEEP                              | Solo tono Numerico Alfanumerico | Versione di Teledrin indossabile, come il precedente modello prodotto da Motorola. Era un cercapersone miniaturizzato, con elettronica di bordo Motorola e orologio di produzione Swatch. Disponibile anche in versione numerica, in versione tascabile, delle dimensioni di un biscotto e dotata di gancio portachiavi. |
| Advisor     | Motorola Advisor                             | Alfanumerico                    | Versione di Teledrin con display alfanumerico a matrice di punti da 4 righe di 20 caratteri. |
|             | Motorola RSVP (Repondez s'il vous plaît)     | Numerico                        | Versione di Teledrin integrata in una batteria ricaricabile di tipo NiMH o NiCd, agganciabile al posto della batteria standard sui telefoni della serie 8xxx e della serie MicroTAC. Poco diffuso in Italia. |
|             | Motorola Instinct Plus                       | Numerico                        | Una delle ultime versioni di Teledrin disponibile in Italia, con brand Tim e l'assenza del storico logo del servizio adottata sin dal monopolio SIP. |

Il Teledrin poteva funzionare, a partire dai primi anni novanta, anche al di fuori dell'Italia, in tutta Europa, grazie a un accordo con vari operatori, tramite il servizio Euromessage, similmente a quanto avveniva in passato con il sistema Eurosignal.

## La fine
Poiché il cercapersone in Italia si basava su rete proprietaria, ottenuta riconvertendo i vecchi ponti per i servizi RTMI e RTMS, attualmente non è più possibile utilizzarlo in quanto tale sistema di telecomunicazioni non è più operativo dal 31 dicembre 2005. Inoltre, dal punto di vista tecnologico, l'apparecchio è stato soppiantato dal telefono cellulare, cadendo sempre più in disuso negli ultimi anni.
Alcuni sistemi di questo tipo sono ancora presenti per motivi pratici come sistema di comunicazione per il personale in ospedali e alberghi. In questo caso viene utilizzato un trasmettitore di debole potenza (max 5 watt) operante su alcune frequenze nella banda di 27 MHz, tipicamente 26,200 MHz o 26,500 MHz, e più ricevitori portatili.
Cercapersone ancora attivi possono trovarsi tra le file del personale volontario del Corpo Nazionale Vigili del Fuoco.